# Lokomotiva 476.0
Lokomotiva 476.0 byla vyrobena v roce 1950 ve Škodových závodech v celkovém počtu 4 kusů, z toho 3 pro ČSD a jedna jako dar J. V. Stalinovi k sedmdesátinám. V SSSR dostala označení 18-01. Lokomotivy měly červenohnědý nátěr, pro nějž se jim přezdívalo rudí ďábli.
Jednalo se o moderní parní lokomotivy, na nichž byly aplikovány poslední tehdejší poznatky o hospodárnosti provozu. V praxi se ale příliš neosvědčily, protože vyžadovaly obezřetnou obsluhu. Zvláště jejich sdružený stroj s mohutným přestupníkovým potrubím měl při neopatrném rozjezdu sklon k prokluzu. Lokomotivy u ČSD proto byly později přestavěny na dvojčité a lokomotiva dodaná do Ruska byla poměrně brzy zničena neodbornou obsluhou.
Lokomotivy vznikly v době vysoké unifikace řad ČSD. Proto se shodují části lokomotivy s částmi jiných řad: Kotel či budka lokomotivy byly stejné jako u řady 475.1, stejný kotel měla i 556.0. Ta měla budku, centrální armaturní hlavu apod., shodnou s řadami 464.2 či 498.1 Lokomotiva měla z výroby tříválcový sdružený stroj, v němž nejprve pára expandovala ve středním vysokotlakém válci a poté ve dvou vnějších nízkotlakých.
Při zkušební jízdě dosáhla krátkodobě výkonu až 3000 koní. Regulátor v parním dómu byl aretovaný v otevřené poloze (tím pádem i přehřívačové články trvale pod plným tlakem) a stupňovitý ventilový regulátor na přehřívačové skříni (nepříliš oblíbený a později zrušený, jeho funkci převzal normalizovaný regulátor).
Lokomotivám doba nepřála. Jednak přišly v době, kdy již bylo jasné, že budoucnost tkví v elektrifikaci železnic, jednak byly náročné na pečlivost údržby a jízdy, takže byly ve srovnání např. s řadou 475.1 poruchové. Proto byly všechny zbylé rekonstruovány na dvojčité, pohon a rozvod prostředního válce se odebral a dosadil se balast místo odebraných částí. Při rekonstrukci došlo k vyřazení stupňovitého regulátoru v dýmnici a naopak, jeho funkci převzal regulátor v parním dómu. Výkonnostně se tak daly srovnávat s řadou 475.1, proti níž, díky menšímu průměru hnacích kol, vynikaly rychlejšími rozjezdy.